# Doddore Meloni
Salvatore Meloni, detto Doddore (Ittiri, 4 maggio 1943 – Uta, 5 luglio 2017), è stato un attivista e indipendentista sardo.

## Biografia
Il padre Felice Meloni invece era un noto viticoltore di Terralba mentre la madre Giuseppa Puggioni era nativa di Ittiri. Doddore Meloni era primogenito aveva una sorella e 3 fratelli più piccoli.
Di professione autotrasportatore, Meloni inizia la carriera politica come consigliere comunale del Movimento Sociale Italiano di Terralba. In seguito entra a far parte del Partito Sardo d'Azione, ed è fra i promotori della mozione che il 6 dicembre 1981 al XX congresso del partito, delibera la modifica dell'art. 1 dello statuto, inserendo la parola "indipendenza" in luogo di "autonomia statuale", senza più nessun riferimento allo stato italiano

### Il complotto separatista
Nel dicembre 1981 viene arrestato dopo il ritrovamento di esplosivo nella sua casa di Terralba, con l'accusa di aver compiuto un attentato alla sede di Cagliari della Tirrenia e di essere a capo, insieme al professore universitario Gavino "Bainzu" Piliu, di un complotto separatista per rendere la Sardegna indipendente dallo Stato italiano. 
L'inchiesta giudiziaria venne aperta quando un giovane militare di leva originario di Pabillonis, Felice Serpi, fu fermato all'uscita del comando militare della Sardegna al centro di Cagliari con una busta di plastica contenente del tritolo. Sottoposto ad un lungo interrogatorio, Serpi indicò Salvatore Meloni come il fornitore del materiale esplosivo.
Doddore finì a processo insieme ad altri 27 imputati accusati di aver eseguito un attentato dinamitardo alla sede cagliaritana della Tirrenia e di un traliccio dell'Enel e di voler inoltre cercare di portare avanti il complotto separatista attraverso alcuni atti terroristici come:
- un attentato dinamitardo nella sede cagliaritana della Banca d'Italia
- Il sequestro di due ufficiali della Nato
- La distruzione (da attuare con aeromodelli carichi di tritolo) dei velivoli parcheggiati nell'aeroporto di Elmas.

Accanto all'attività clandestina c'erano poi dei piani per la propaganda pubblica. Tra questi l'occupazione dell'isolotto di Malu Entu dove l'esercito separatista intendeva costituire la Repubblica indipendente della Sardegna.
Nello specifico vennero contestati a Meloni i seguenti capi d'accusa:
- Cospirazione politica mediante associazione per attentare la sovranità nazionale
- Acquisto, detenzione e uso di materiale esplosivo
- Calunnia

Secondo le accuse Doddore Meloni e Bainzu Piliu in compagnia di Adriano Putzolu (un artista pittore di murales) parteciparono alle giornate di amicizia siculo-libica a Catania. In quell'occasione allacciarono contatti con Ageli Mohammed Tabet, cittadino libico, addetto culturale del governo di Tripoli. Sempre secondo le accuse, Tabet avrebbe proposto un finanziamento in forma di denaro e armi all'organizzazione separatista in cambio di uno spostamento in senso indipendentista di un partito di massa. In seguito la Corte d'assise ha comunque escluso che l'organizzazione separatista avesse allacciato contatti con esponenti del governo libico.
Dopo l'arresto Meloni inizia una serie di scioperi della fame per protestare contro quella che ritiene un'ingiusta persecuzione politica, e fonda il Partidu sardu pro s'indipendentzia (PARIS) con cui partecipa alle elezioni regionali.
Nell'ottobre 1984 viene condannato a nove anni di carcere, con revoca del diritto di voto e interdizione perpetua ai pubblici uffici, con l'accusa di cospirazione politica e associazione sovversiva contro la integrità, l'indipendenza e l'unità dello Stato. Meloni è l'unico italiano mai condannato per questo reato.
Nel corso della sua vita è stato colpito da un grave lutto familiare dovuto alla perdita dell'unico figlio maschio Felice nel dicembre del 1996.
Dopo aver scontato l'intera condanna ritorna all'attività di autotrasportatore abbandonando temporaneamente la politica attiva.

### La repubblica di Malu Entu
Nel 2008 ritorna all'attenzione nazionale con la proclamazione della repubblica di Malu Entu e la richiesta di riconoscimento del nuovo stato all'ONU. Meloni dichiara di risiedere sull'isolotto dal 1974, e quindi di poter richiedere l'usucapione dei terreni.
Nel gennaio del 2009, dopo 5 mesi dalla data di autoproclamazione della repubblica, un blitz del Corpo Forestale e di Vigilanza Ambientale e della Capitaneria di porto ha sgomberato gli indipendentisti. Questi ultimi sono stati accusati, tra le altre cose, di aver danneggiato l'ambiente e di aver smaltito illecitamente i rifiuti prodotti durante la loro permanenza sull'isola. In seguito, Salvatore Meloni, sebbene allontanato, è ritornato sull'isola, prima del suo incarceramento a seguito di una condanna per frode fiscale.

### Incarcerazione e morte
A seguito della condanna, si  è dichiarato detenuto politico e ha iniziato uno sciopero della fame per protestare contro lo stato italiano. Nonostante i numerosi appelli per la sua scarcerazione, Meloni muore 66 giorni dopo l'inizio dello sciopero, nel carcere di Uta.